# 奥尔泰
奥尔泰（義大利語：Orte），是意大利维泰博省的一个市镇。总面积70.16平方公里，人口8986人，人口密度128.1人/平方公里（2009年）。ISTAT代码为056042。